# Chrysochus
Chrysochus Chevrolat in Dejean, 1836 è un genere di insetti coleotteri della famiglia Chrysomelidae (sottofamiglia Eumolpinae).
In Europa è conosciuta una sola specie:
- Chrysochus asclepiadeus (Pallas, 1776)

Si tratta di un crisomelide lungo circa 1 cm, allungato e di colore viola scuro. Alcune varietà mostrano il capo e il torace più o meno verdastro.